# Batay
Batay is een bestuurslaag in het regentschap Lahat van de provincie Zuid-Sumatra, Indonesië. Batay telt 1134 inwoners (volkstelling 2010).